# KGUM-FM
KGUM-FM（105.1 FM，“The Kat”）是位于关岛阿加尼亚的一个广播电台，由索伦森太平洋广播开办，在1999年开播。主要播放1960-1990年代的音乐。